# Rhodotus
Rhodotus es un género de hongos de la familia de Physalacriaceae. Es un género monotípico y consiste únicamente de la especie de setas Rhodotus palmatus. Esta poco frecuente especie tiene una distribución circumboreal y se ha encontrado en el este de Norteamérica, el norte de África, Europa y Asia.